# Hamilton County (Indiana)
Hamilton County is een county in de Amerikaanse staat Indiana.
De county heeft een landoppervlakte van 1.031 km² en telt 182.740 inwoners (volkstelling 2000). De hoofdplaats is Noblesville.

## Bevolkingsontwikkeling

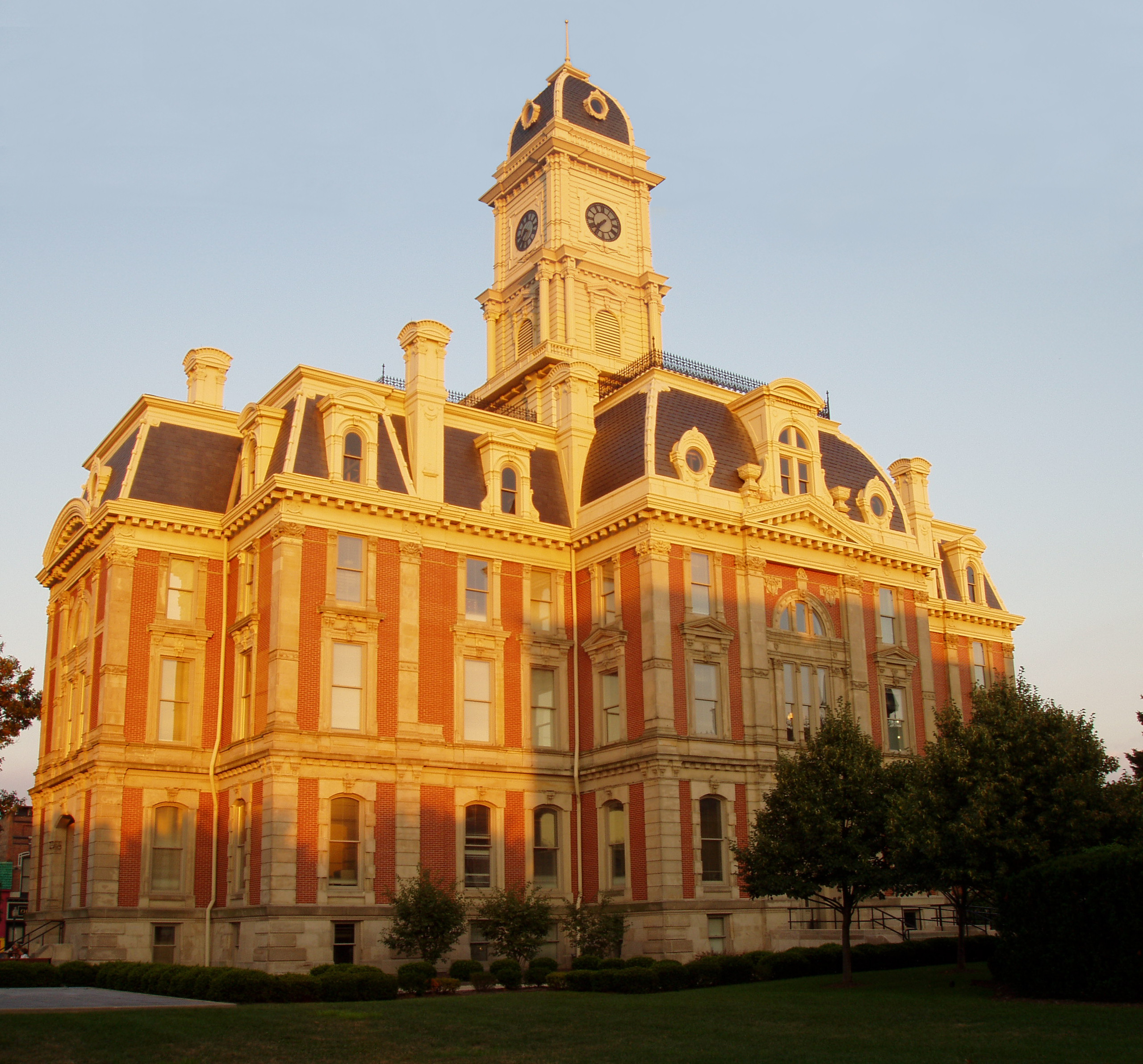
County Seat van Hamilton County